# Raión de Lachavičy
Lachavičy (en bielorruso: Ляхавіцкі раён) es un raión o distrito de Bielorrusia, en la provincia (óblast) de Brest. 
Comprende una superficie de 1352 km².

## Demografía
Según estimación de 2010, contaba con una población total de 30 948 habitantes.

## Subdivisiones
Comprende la ciudad subdistrital de Liájavichy (la capital) y los siguientes 8 consejos rurales:
- Aljoutsy
- Vostrau
- Hancharý
- Zharabkóvichy
- Konki
- Kryvoshyn
- Navasiolki
- Nacha